# Oriolia bernieri
Oriolia bernieri là một loài chim trong họ Vangidae.
Đây là loài duy nhất trong chi Oriolia đơn loài. Đây là loài đặc hữu của Madagascar. Môi trường sống tự nhiên của chúng là rừng ẩm vùng đất thấp nhiệt đới hoặc cận nhiệt đới. Chúng bị đe dọa do mất môi trường sống.